# アーネスト・ジョイス
アーネスト・エドワード・ミルズ・ジョイス（英: Ernest Edward Mills Joyce、1875年頃 - 1940年5月2日）は、イギリス海軍の水兵かつ探検家であり、20世紀初めの南極探検の英雄時代に4度南極探検に参加した。ロバート・ファルコン・スコットやアーネスト・シャクルトン両隊長の下に仕えた。シャクルトンの帝国南極横断探検隊のときはロス海支隊の隊員となり、グレート・アイス・バリアの大変な旅の後で、瀕死の隊員を何とか安全な所まで運んだその行動で、人命救助をした者に贈られるアルバート・メダルを受章することになった。極圏メダルには4度南極に行ったことを示す4本のバーが付けられた。これは同僚のフランク・ワイルドとジョイスの2人のみが受けた栄誉となった。
ジョイスは卑しい船乗りの出身であり、イギリス海軍では1891年に少年水兵としてその経歴が始まった。南極の経験は10年後にスコットのディスカバリー遠征に上等水兵として参加した時に始まった。1907年、シャクルトンがニムロド遠征で、ジョイスを犬とそりの担当として採用した。その後1911年のダグラス・モーソンによるオーストラリア南極遠征でも同じ役割で参加したが、南極に出発する前に隊を離れた。1914年シャクルトンがロス海支隊にジョイスを採用した。この遠征の英雄的な行動で、南極との関わり、さらには探検家の経歴の終わりとなったにも拘わらず、ジョイスは他の遠征にも参加しようとする動きを繰り返した。
ジョイスはその経歴を通じて、否定する側と肯定する側双方を惹きつける、摩擦の多い性格で知られた。活躍した分野での効率の良さはその仲間の多くから認められたものだったが、その性格の別の面はあまり喜ばれなかった。恨みを根に持つ性質、真実についての高慢さと歪曲がその面だった。ジョイスの日記と、それを元にして書いた著書は利己的でうそつきの作品だと非難された。ジョイスはその遠征から物質的に得るものがなく、南極後の人生は質素な生活となり、1940年に急死した。

## 初期の経歴

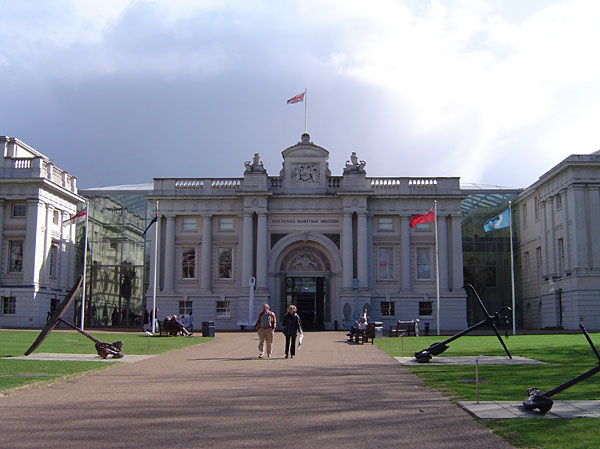
These グリニッジにある現在の国立海洋博物館は、ジョイスの子供時代に海軍の孤児のための王立病院学校だった

ジョイスの生い立ちの詳細は不明である。1875年にイングランドのボグナーで生まれたと考えられているが、正確な誕生日は不明である。ジョイスの父も祖父も船員であり、父は恐らく沿岸警備隊に入っていた。父が若くして亡くなったことで、その未亡人である母は3人の子供を抱えて自分の裁縫師として限られた収入で生活していく必要があり、幼いアーネストを、グリニッジにあった海軍孤児のための王立病院学校の下級学校に送り込んだ。ここの厳格な環境の中で、ジョイスはイギリス海軍の水兵になるための職業教育を受けた。1891年に15歳でこの学校を出て、少年水兵として海軍に入り、その後の10年間で、二等水兵、さらに上等水兵に昇格した。
1891年から1901年までジョイスの海軍勤務記録の詳細は残っていない。1901年にケープタウンでHMSジブラルタルに乗務しており、その年9月にスコットの遠征船ディスカバリーが南極に行く途中でケープタウンに立ち寄った。スコットは人手が足りず、志願兵を求めていた。このとき応募した数百人の水兵の中から、ジョイスはディスカバリー遠征に加わる4人の1人に選ばれた。1901年10月14日にディスカバリーで南に向けて出港した。

## ディスカバリー遠征 1901年-1904年

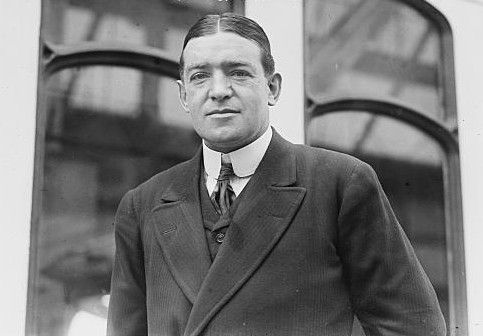
アーネスト・シャクルトン、アーネスト・ジョイスの初期庇護者

ディスカバリー遠征はジョイスにとって南極経歴の始まりだった。ただし、その後の3年間で比較的目立った働きをしていない。スコットの著作『ディスカバリーの航海』にもほとんど登場しないし、エドワード・ウィルソンの日記では全く言及されていない。南極での生活には素早く順応したようであり、犬ぞりを扱う技術や南極探検のその他の面でも経験を積んでいった。この遠征の中で主となる旅には顔を連ねていないが、その終わり近くに3,000フィート (910 m) ほどを登ることになるエレバス山登頂の隊にはアーサー・ピルビームやフランク・ワイルドと共に加わった。ジョイスはある時点で凍傷がひどくなり、マイケル・バーンとジョージ・マロックという2人の士官がその足先を腹のみぞおちで温め、踵を数時間揉んでくれたので、切断を免れた。しかし、そのような経験をしてもジョイスは豪胆であり、極圏歴史家のボー・リッフェンバーグはジョイスが「愛着と反感の奇妙な組み合わせ」で南極に繰り返し惹きつけられ、「何度も何度も帰ってくるように仕向け」たと記している。
この遠征の間、ジョイスはスコット、ウィルソン、フランク・ワイルド、トム・クリーン、ウィリアム・ラシュリー、エドガー・エバンス、そして最も重要なアーネスト・シャクルトンなど、その後の南極の歴史で重要な役割を果たすことになった多くの者と出逢った。ジョイスはシャクルトンと共に何度か犬ぞりの旅をしており、自分の能力と信頼性について印象を与えていた。スコットにも「地味で正直、忠実で知的」という印象を持たれていた。遠征の組織者クレメンツ・マーカム卿は後にジョイスのことを「正直で信頼に値する男」と表現していた。この遠征が終わった時には、スコットの推薦で下士官第1等への昇格を果たした。しかし、ジョイスは南極探検という虫に取り憑かれており、海軍の通常任務はもはや退屈なものになった。ジョイスは1905年に海軍を退役したが、丘での生活に満足できず、1906年には再入隊した。その一年後に、シャクルトンのニムロド遠征に参加するチャンスが来ると、直ぐに飛びついた。

## イギリス南極探検 1907年-1909年
シャクルトンがニムロドでの南極遠征のために乗組員を選別しているとき、ジョイスはそれに早期に応募した者達の一人となった。シャクルトンはその遠征用事務所の横を通り過ぎたバスにジョイスが乗っているのを見て、人をやってジョイスを捕まえ、その時点で隊員に加えたというのが、多くの者の語る証言である。この遠征に加わるために、ジョイスは海軍からの兵役解除を金で購った。後年、シャクルトンはこの代償を払うと約束していたのにそれを払ってくれなかったと主張することになり、シャクルトンとの関係に歪をもたらす金の問題になった。ジョイス、シャクルトン、フランク・ワイルドが前の南極探検を経験していた3人となり、ジョイスはディスカバリーの時の経験に基づいて、新しい遠征隊でも物資係と犬ぞりの係になった。1907年8月の出発前、ジョイスとワイルドはハンプシャーにあるジョセフ・コーストン卿の印刷会社で印刷に関する短期集中コースを受けた。これはシャクルトンが南極にいる間に本あるいは雑誌を出版するつもりだったからだった。

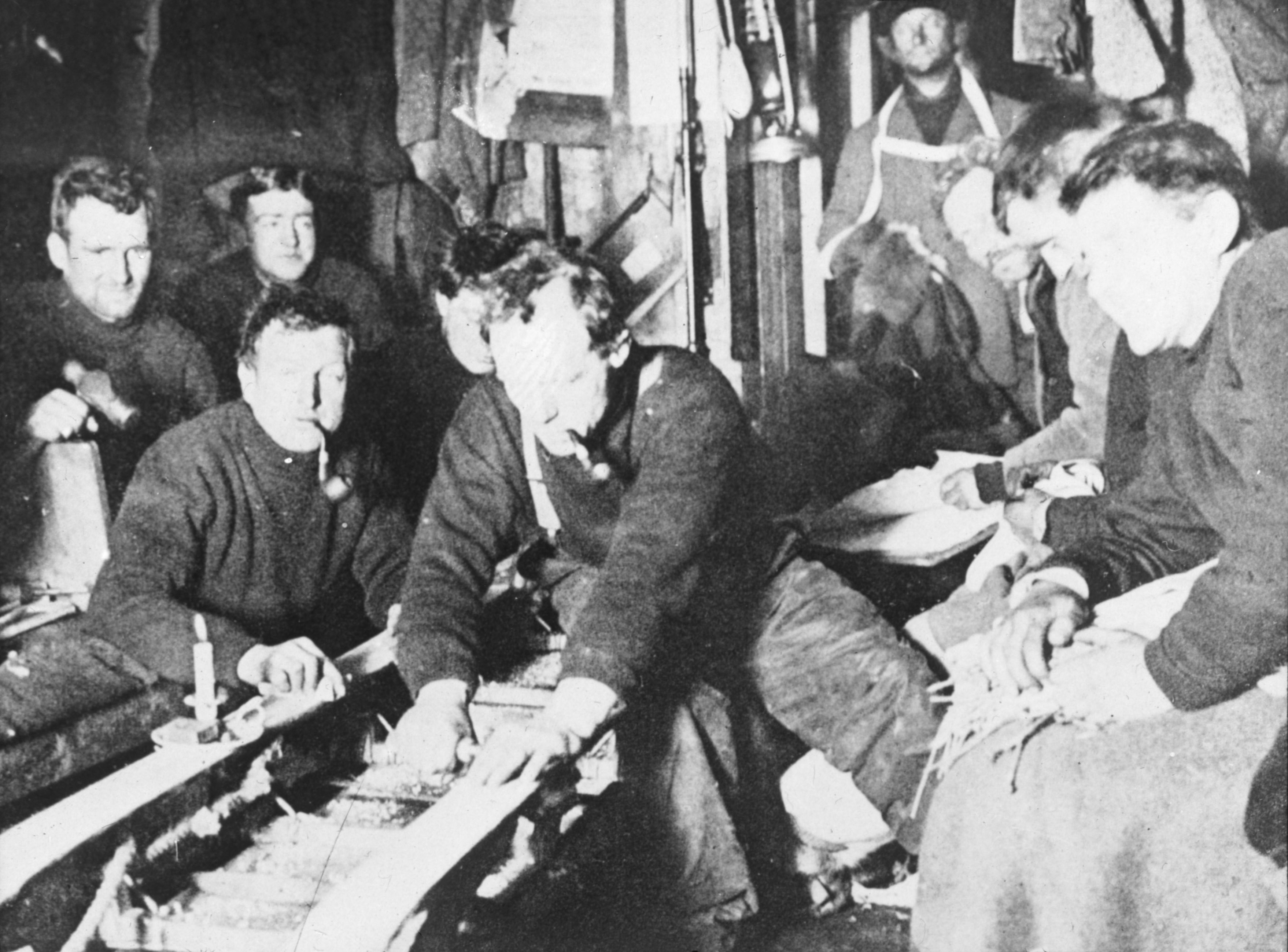
ケープ・ロイズ小屋の中、1908年冬。ジョイスは前列右端、他にシャクルトン（後左）、アダムズ（曲がったパイプを喫っている）、ワイルド（そりを見ている）。婦人のコルセットを宣伝するポスターが壁に貼られている

ニムロドは1908年1月1日にニュージーランドを出発し、燃料を節約する手段として南極の叢氷に会うまでタグボートのクーニアに曳かれて行った。1月23日、このときは独力で動いていたニムロドはロス棚氷（当時はグレート・アイス・バリア、あるいは単純にバリアと呼ばれていた）に到着し、そこでシャクルトンは、ディスカバリーのときに発見していた入り江にその基地を作る計画だった。これは不可能だと分かった。その入り江は、1902年2月にスコットとシャクルトンが気球に乗って視察した所だったが、大きく広がって開けた湾になっていた。そこをシャクルトンが「クジラ湾」と名付けた。シャクルトンは、そこの氷が上陸に耐えるほど固まっていないと判断し、近くのエドワード7世半島にも代替となる上陸点を見つけられなかった。シャクルトンは南極に出発する前に、スコットが前の遠征で使ったマクマード・サウンドの基地あるいはその近くを自分の遠征の基地として使わないと、スコットと約束していた。しかしこの時は、交わしていた約束を破るしかなくなり、ニムロドをより安全なマクマード・サウンドに誘導した。基地として最終的に選ばれたのはケープ・ロイズであり、スコットが昔使ったハットポイントの基地からは北に20マイル (32 km) ほど離れているだけだった。船から物資を陸に揚げる長期に渡り困難さをともなった作業の間、ジョイスは陸に留まり、犬とポニーの面倒を見ながら、遠征隊の小屋の建設を応援した。3月、ジョイスはエレバス山に初めて登った隊を支援し成功させたが、自分では頂上まで行かなかった。
その後の冬の間、ジョイスはワイルドの助けを得て、シャクルトンが編集した遠征隊の本、『オーロラ・オーストラリス』を印刷した。約25ないし30部を印刷し、糸綴じと製本が行われた。それでなくてもジョイスは次のシーズンに極点を目指す旅の装置や物資の準備で忙しかった。彼の経験から考えれば、その南極点行隊には自分も加えられると考えていた。しかし、様々な事故のためにポニーの数が4頭にまで減ったので、シャクルトンは隊員の数を4人にまで減らした。落選した中にジョイスも入っており、それは隊の医師であるエリック・マーシャルが、ジョイスは肝臓に問題があり、心臓病の初期段階にあると診断したその助言に基づいて判断された。フランク・ワイルドはマーシャルやジェイムソン・アダムズと共に南極点行に選別された。この隊が南極点を寸前にして前進を断念した後、ワイルドはその日誌に、「我々の隊にこの2人の役立たずの穀潰し（マーシャルとアダムズ）の代わりにジョイスとマーストンがいさえすれば、容易にやり遂げていた（南極点に達していた）だろう」と記していた。ジョイスは自分が外されたことに特に不満を表さなかった、その準備作業を手伝い、旅の最初の7日間は南極点行に同行した。その後の数か月は、南極点行隊が戻ってくるときのために適切な物資を確保できるよう補給所の強化にあたった。ミンナブラフでは生命維持のための食料や燃料と共に特別の贅沢品も隠しており、それが見つかった時にはワイルドが直ぐに称賛の声を上げた。
シャクルトンとその隊は南極点行の旅から無事に戻り、ニムロドが母国に戻ることのできる時期に間に合った。この隊はそれまでの最南端記録を更新して南緯88度23分に達し、南極点まで残り97海里 (180 km; 112 マイル) だった。ジョイスは南極点行の隊が船に間に合わなかった場合には、隊の成果を見届けるために後衛として基地に留まる用意があった。ニムロドは最終的に1909年9月にロンドンに到着し、ジョイスの指示で極地の工芸品の船上展示の準備を行った。シャクルトンはこれに応じて年250ポンド（2008年換算で18,000ポンド）の給与を払った。当時としてはかなりの額だった。その後ジョイスは定職に付かずに次の遠征での職を探した。

## オーストラリア南極遠征 1911年
ジョイスはスコットのテラノバに加わるよう求められなかったが、フランク・ワイルドなどシャクルトンの隊員の数人は求められた。ただしワイルドは辞退した。その代わりにジョイスとワイルドは二人共ダグラス・モーソンのオーストラリア南極遠征に契約した。ジョイスはこの遠征のためにデンマークに行って犬を入手し、それらをタスマニアまで連れて行ったが、ある証言ではオーストラリアから出発する前に、モーソンから「解任」されたことになっている。しかしこれは曖昧であり、別の証言ではモーソンとジョイスが「喧嘩別れして袂を分かった」とだけ記されている。さらに別の証言では、モーソンが岸の隊員を3人から2人に減らした時にジョイスが降りたということである。モーソンはジョイスを信用しなくなったとされており、「彼はホテルであまりに多くの時間を過ごしている」と言っており、飲酒が問題の背後にあったことを示唆している。状況がどうあれ、ジョイスは遠征に参加しなかった。オーストラリアに留まり、シドニー港信託で職を得た。

## 帝国南極横断探検隊 1914年-1917年

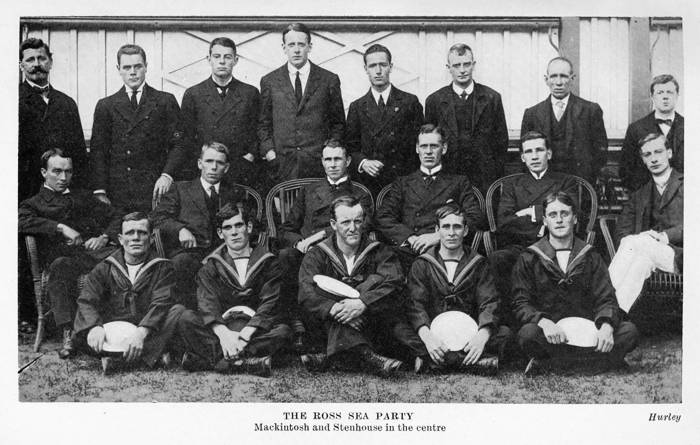
ロス海支隊の隊員、オーストラリアで出発前に撮影。ジョイスは後列左端

### ロス海支隊
ジョイスがまだオーストラリアにいた1914年2月にシャクルトンから接触があり、シャクルトンは南極横断遠征の概要を説明し、それを支援するロス海支隊にジョイスを入れるという話だった。もし船が1隻のみに変更された場合は、ジョイスがウェッデル海で合流することになっていた。ジョイスは後にシャクルトンが横断する本隊にジョイスを加えると提案したと言っていたが、証拠は無い。ジョイスが1929年に出版した著作『南極の道』では、ロス海支隊への指名の性格を誤っており、ジョイスがある士官の下に付けられ、犬ぞりのみに権限をあたえるというシャクルトンの命令を省いていた。
ロス海支隊の任務は、ニムロドの別のベテランであるイニーアス・マッキントッシュの指揮下に、マクマード・サウンドに基地を設営し、ロス棚氷に一連の補給所を置いて、横断本隊を支援することだった。シャクルトンはこの任務を定型業務と見ており、「この仕事が大きな困難さを伴うものとは予測していなかった」と記していた。しかし、その隊はかなり急ごしらえで集められており、経験も足りなかった。ジョイスとマッキントッシュのみがそれ以前に南極を経験していたが、マッキントッシュのそれは短期間に過ぎなかった。ニムロド遠征に参加して最初の上陸前に事故で右目を失い、一端隊を離れており、遠征の最終段階で復帰しただけだった。

### 大きな挫折

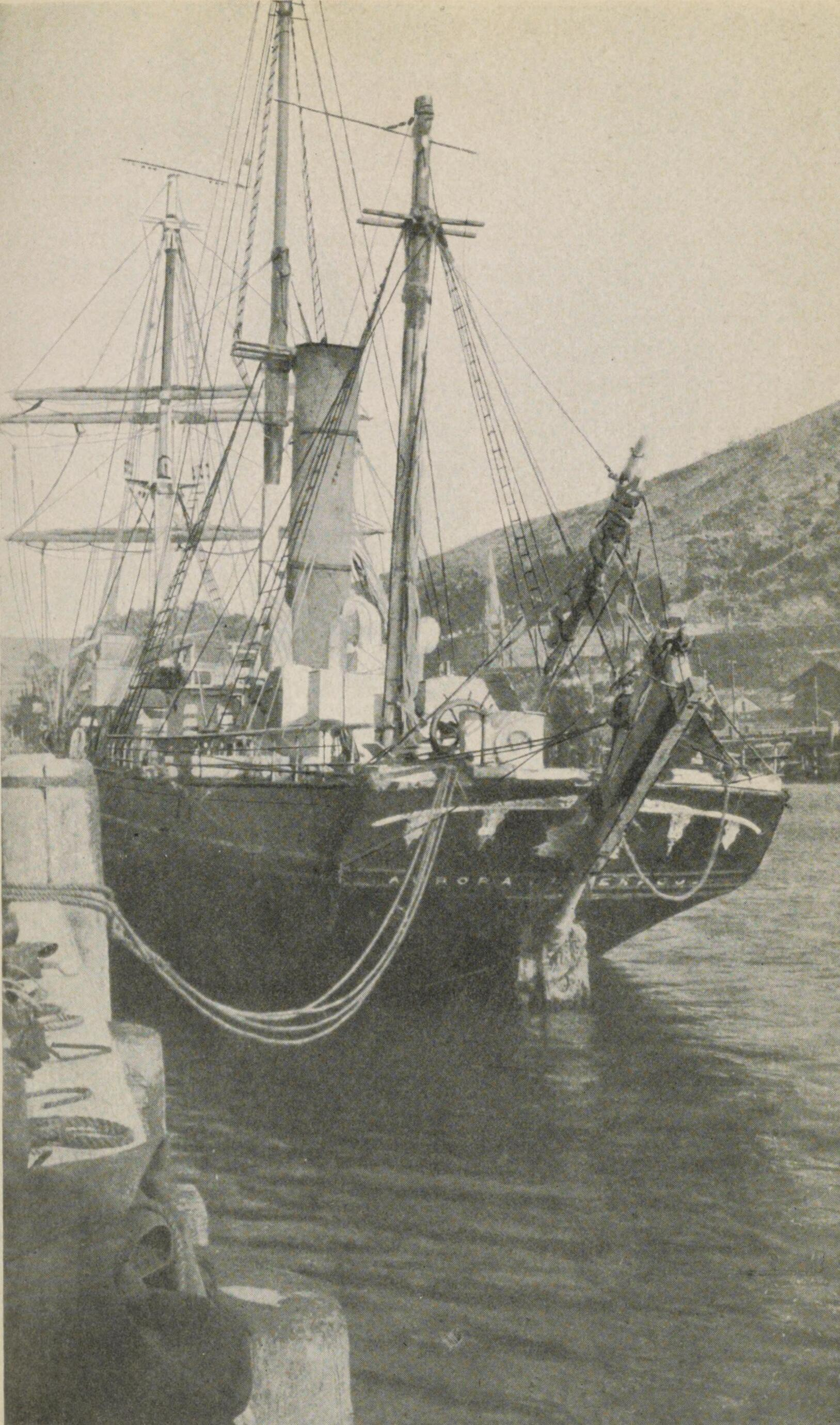
ニュージーランドに寄港したオーロラ、応急の舵が見える

ロス海支隊を運んだオーロラのオーストラリア出港は、組織と財政に関わる一連の挫折のために遅れた。マクマード・サウンドに着いたのは1915年1月16日になっていた。補給所設置の旅に出るには大変遅い季節になっていた。マッキントッシュは、シャクルトンの本隊が最初のシーズンに大陸を横断する可能性を信じて、遅滞なくそりによる物資運搬を始めるよう主張した。その計画では南緯79度と同80度に補給所を置く考えだった。ジョイスがそれに反対した。隊員と犬には環境に慣れさせ訓練する時間を多く取るべきと主張した。しかし、マッキントッシュの意見が通った。このときシャクルトンがその年は横断を断念したのを知らなかった。
マッキントッシュは補給所設置の旅を自分で率いて行くと判断して、ジョイスを更にいらいらさせた。そりの旅についてはジョイスが干渉を受けない権限があると主張したにも拘わらず、曲げられなかった。隊は2つのチームに分けられ、混乱した雰囲気の中で、旅は1月24日に始まった。当初グレート・アイス・バリア上を移動するという試みは表面の状態によって妨げられ、マッキントッシュのチームはエバンス岬とハットポイントの間の海氷で道に迷ってしまった。ジョイスは隊長の経験が足りない証拠を見せられて密かに嘲笑していた。2月9日、2つのチームはやっと南緯79度地点に到達し、そこに「ブラフ・デポ」を置いた（この緯度ではミンナブラフが目につく印だった）。ジョイスのチームが容易にやってきたように見えた。マッキントッシュは犬達を連れて南緯80度まで行く考えであり、それが再度ジョイスとの間で言い合いになった。既に犬の数頭が死んでおり、残りの犬も将来の旅のために温存しておく必要があるというのがジョイスの主張だったが、このときもマッキントッシュの意見が通った。2月20日、隊は南緯80度に達して、そこに補給物資を置いた。この旅の結果、南緯80度の補給所に105ポンド (48 kg) の食料と燃料を置き、南緯79度の補給所に158ポンド (72 kg) 食料と燃料を置いたが、さらにその先の補給所のために、450ポンド (200 kg) の物資を置いて荷物を軽くした。
このときまでに隊員も犬も疲れていた。帰りの道ではバリアの気象にも妨げられ、ジョイスが予測したように犬が全滅し、隊員が3月24日にハットポイントに戻ったときは疲弊し、激しい凍傷に掛かっていた。海氷の状態のためにハットポイントで10週間も留め置かれ、エバンス岬の基地にはやっと6月2日に戻って来た。そこでは、岸の隊の物資の大半がまだ積まれたままだったオーロラが強風の中で係留地点から流され、遠い海に行ってしまったので直ぐに戻る可能性が低いことを知らされた。幸いにも船が吹き流されるまえに、次のシーズンの補給所設置用物資が陸揚げされていた。しかし、岸の隊の食料、燃料、衣類、装置の大半は持っていかれてしまった。それに代わるものとして1910年から1913年のスコットによるテラノバ遠征でエバンス岬に残されていた物資から補い、またアザラシの肉と脂肪で補給した。このような環境下では、ジョイスが「ゴミあさりの名手」かつ即興の仕事師としての価値を発揮し、スコットの捨てられた物資を掘り出した。その中には大きな帆布があり、それから衣類も縫製することができた。また500個のキャラコの袋も縫って作り、補給所の食料を入れる袋とした。

### 補給所設置の旅
隊は1915年9月1日に2度目の旅に出た。隊員は訓練中でまだ半分しか適応しておらず、原始的な衣服に間に合わせの装備だった。残っていた犬は5頭のみであり、荷物を運ぶのは人力で曳くそりだった。南への旅を始める前に、帰りの全行程は800海里 (1,500 km; 920 マイル) あったので、約3,800ポンド (1,700 kg) の物資をミンナブラフの補給所に持っていく必要があった。任務のこの段階は12月28日まで続いた。マッキントッシュは隊を2つに分け、1つのチームはマッキントッシュ自身が、もう1つをジョイスが率いた。この2人の方法に関する意見の食い違いが続いた。最終的に文句なしに効率の良いジョイスチームの方法の証拠を見せられ、マッキントッシュが折れた。ジョイスはその日記に「人を働かせるためにこれほど愚かなことに出くわしたことは、わたしの経験ではなかった」と記していた。

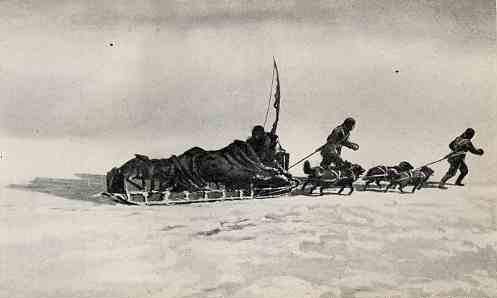
マッキントッシュとスペンサー・スミスがそりに乗せられた様子

隊員の中で体力の無い者はアーノルド・スペンサー・スミスとマッキントッシュ自身だった。この頃までに肉体的衰弱の兆候を示していた。南に向かう長い旅はブラフ・デポから南緯83度30分のマウントホープまでであり、そこに最後の補給所を置く予定だった。プリマス・ストーブが故障したために3人の隊員が戻るしかなくなり、隊員は6人に減った。残ったのはマッキントッシュ、ジョイスの他にスペンサー・スミス、アーネスト・ワイルド（フランク・ワイルドの弟）、ディック・リチャーズ、ビクター・ヘイワードだった。犬は4頭連れて行った。次第に凍傷、雪盲、最後は壊血病に苦しむようになった。スペンサー・スミスが倒れ、その後はそりで運ぶ必要があった。マッキントッシュもほとんど歩けなくなっていたが、最後の補給所をマウントホープに設置するまで頑張り続けた。帰路では、事実上の指揮官が次第にジョイスになっていった。マッキントッシュはスペンサー・スミスと同様にそりに乗せて運ぶようになっていった。旅は長引く戦いとなり、途中でスペンサー・スミスが死に、他の隊員も忍耐の限界に来ていた。マッキントッシュは肉体も精神も衰弱しており、ジョイスは雪盲を患っていたが、ハットポイントまでの残り行程を率いて行く間、テントの中にマッキントッシュを残していくしかなくなった。その後ジョイスとアーネスト・ワイルドがマッキントッシュを連れに戻り、残った5人全員が1916年3月18日にハットポイントまで戻った。

### 救援
5人全員が程度の違いがあるものの壊血病の兆候を示していた。しかし、ビタミンCが豊富な新鮮なアザラシの肉でゆっくりと快復させることができた。4月半ばまでに凍った海を越えてエバンス岬までの残り13マイル (21 km) を移動する可能性を検討し始めていた。
ジョイスは4月18日に海氷を試験し、それが固いことが分かったが、翌日には南からの吹雪で、氷を全て吹き流していた。ハットポイントの雰囲気は憂鬱であり、単調なアザラシの肉は気分を塞がせていた。これが特にマッキントッシュに影響したようであり、5月8日にジョイス、リチャーズ、アーネスト・ワイルドが止めるよう懇願したにも拘わらず、マッキントッシュは再度結んだ氷を歩いてエバンス岬まで戻る決心をした。ビクター・ヘイワードがマッキントッシュについて行くことを志願した。ジョイスはその日誌に「これらの人々がなぜそれほど命を危険に曝すことに熱心であるか理解できない」と記していた。二人が出発してから間もなく吹雪が始まり、その後二人の姿を見ることは無かった。
ジョイスと他の二人は7月にエバンス岬に到着して、マッキントッシュとヘイワードの運命を知ることになった。ジョイスは直ぐに不明となった二人の跡を探す隊の編成に取り掛かった。その後の数か月間、マクマード・サウンドの海岸や島に捜索隊が送られたが、無駄だった。ジョイスはバリアの上に残してきた地質学標本を回収する旅も編成し、スペンサー・スミスの墓を訪れ、その上に大きな十字架を建てた。船が無いままに、残った7人の隊員はひっそりと生活を続けていた。1917年1月10日、再度艤装したオーロラがシャクルトンを乗せて、彼らを引き取りに来た。2年近く前にシャクルトンの船エンデュアランスがウェッデル海で氷に捕まえられ、潰されており、シャクルトンは南極大陸横断を中止していたので、補給所設置の旅は無駄だったことを、このとき初めてロス海支隊は知ることになった。

## その後の人生

### 遠征後の経歴
ジョイスはニュージーランドに戻った後、主に雪盲の症状から入院させられ、ジョイス自身の証言ではその後18か月間サングラスを付けさせられた。この期間にクライストチャーチ出身のベアトリス・カートレットと結婚した。おそらく、その後は極圏での作業に適していなかったが、1918年に再度海軍に入隊しようとして失敗した。1919年9月、自動車事故で重傷を負い、数か月間快復に要した後でイングランドに戻った。1920年、ロス海支隊に参加していたジョン・コープが率いる新しい南極遠征と契約したが、この計画は中止された。その後シャクルトンからの賠償を要求し続け、シャクルトンとの仲が決裂した。その結果、シャクルトンが次に計画し、1921年に出発したクエスト遠征には招かれなかった。1921年から1922年のイギリスのエベレスト山遠征に応募したが、選に漏れた。
1923年、1916年の補給所設置の旅の帰りにマッキントッシュとスペンサー・スミスの命を救ったことで、アルバート・メダルを贈られ、再び大衆の前に現れた。リチャーズも同じ賞を受けた。ヘイワードとアーネスト・ワイルドは1918年に地中海で海軍任務にあるときにチフスで死んでいたが、彼らも死後受賞となった。1929年、ジョイスはその日記を『南極の道』と題して出版したが、大いに議論を呼ぶことになった。この作品では自分の役割を大きく吹聴し、他の者の貢献を低く評価し、創作的な詳細を付け加えていた。その後、様々な遠征計画に関わり、その経験に基づく多くの記事や話を書き、最後はホテルのポーターとして静かな余生に落ち着いた。1940年5月2日、65歳で自然死を遂げた。ジョイスが80歳代まで生きたという主張もある。これはヴィヴィアン・フックスとその隊が最初に南極大陸を横断したとされる1958年を過ぎたことになるが、この説は他の資料で支持されていない。ジョイスは南極の座標南緯75度36分 東経160度38分 / 南緯75.600度 東経160.633度にあるジョイス山に、その名を記念されている。

### 評価
極圏年代記編者ロランド・ハントフォードはジョイスのことを、「詐欺師、華麗さと能力の奇妙な混合」と要約した。この混合した評価は、ジョイスに関わった者達が表現した様々な見解の中に裏付けられている。ロス海支隊のディック・リチャーズは、「親切な魂と良き仲間」と表現した。他の者もスコットやマーカムによる好意的な意見を共有し、ジョイスが「陽気で善良な性質」であるが指揮官には向いていなかったと確認している。一方、ニムロド遠征に参加したエリック・マーシャルは、「限られた知性、怒りっぽく、相性が合わない」と評価しており、帝国南極横断探検隊への参加を断ったジョン・キング・デイビスはシャクルトンに「ジョイスのような性質の者が関わる事業に参加することを絶対に辞退する」と伝えた。
ジョイスがその日記を出版した本に記録された出来事は、信頼できず、ときには全くの作り事であり、「自己宣伝の叙事詩」であると言われている。その「でっち上げ」の具体例として、ロス海遠征の後で自分のことを「キャプテン」と呼んでいる。またその創作ではバリアの上でスコットの死んだテントを発見したとしている。そのそりに関する役割についてシャクルトンの指示を誤解し、その分野では第一人者だったとしている。南極大陸横断隊隊員を提案されたと主張しているが、シャクルトンはジョイスを望まなかったと明言していた。さらに晩年では匿名でマスコミに「有名な極圏探検家アーネスト・ミルズ・ジョイス」と持ち上げて記す習慣があった。この自己宣伝は元の仲間たちを驚かせも動揺させもしなかった。リチャーズは「それは予想していた通りのことだ」と言っていた。「彼は大言壮語だが、心が誠実で信頼できる友人だ」と言っていた。遠征隊の科学者主任だったアレクサンダー・スティーブンスもこれに同意していた。彼らはジョイスが威張ることがあったとしても、「死の淵から人を引きもどしてくれる」意思と決断力があると知っていた。シャクルトンの息子であるエドワード・シャクルトン卿はジョイスを（マッキントッシュやリチャーズと共に）「（ロス海支隊）の話から英雄として浮かび上がって来た者達の一人」に挙げていた。

## 原註と脚注
原註
1. ↑  タイラー・ルイスはその著書『The Lost Men』の中で、ジョイスの年齢を1916年で41歳、1939年で64歳としており、生年が1875年であることを示唆している。しかし、1901年で29歳ともしており、生年がもっと早い可能性もある[1]
2. ↑  ロス棚氷は3月から4月の期に移動を難しくするような厳しい気象条件になることがある。「バリア気象」は1912年にスコット大佐の隊が全滅したときの重要な要因だった[45]

脚注
1. ↑  Tyler-Lewis, p. 56 and p. 262
2. ↑  Huxley, p. 101
3. 1 2 3 4 5 6 7 8 9  Tyler-Lewis, p. 57
4. ↑  Wilson, p. 59 and p. 401
5. ↑  Fisher, p. 127
6. ↑  Riffenburgh, p. 173.
7. ↑  Huxley, p. 115
8. 1 2  Riffenburgh, p. 126
9. 1 2  Riffenburgh, p. 125
10. ↑  Mills, p. 41
11. ↑  Fisher, p. 127 (citing the story to Hugh Robert Mill
12. 1 2  Huntford, p. 194
13. ↑  Tyler-Lewis, pp. 253-258
14. ↑  Fisher, p. 121
15. ↑  Riffenburgh, pp. 143-145
16. ↑  Riffenburgh, pp. 151-52
17. ↑  Riffenburgh, pp. 110-116
18. ↑  Riffenburgh, pp. 157-167
19. ↑  Mills, p. 62
20. ↑  Mills, p. 65
21. ↑  Riffenburgh, p. 191
22. ↑  Mills, p. 96
23. ↑  Riffenburgh, p. 201
24. ↑  Riffenburgh, pp. 216-218
25. ↑  Riffenburgh, p. 274
26. ↑  “Measuring Worth”.   Institute for the Measurement of Worth. 2008年6月21日閲覧。
27. ↑  Riffenburgh, p. 303
28. ↑  Mills, pp. 127-128
29. ↑  Mills, P. 128
30. ↑  Fisher, p. 315
31. 1 2  Tyler-Lewis, p. 260
32. 1 2 3 4 5 6 7 8 9 10  Tyler-Lewis, p. 253
33. ↑  South, p. 242
34. ↑  Tyler-Lewis, pp. 52-53
35. ↑  Tyler-Lewis, pp. 22-23
36. ↑  Fisher, pp. 398-399
37. ↑  Tyler-Lewis, p. 69
38. ↑  Bickel, p. 47
39. ↑  Tyler-Lewis, pp. 214-215
40. ↑  Tyler-Lewis, p. 67
41. ↑  Tyler-Lewis, pp. 69-74
42. 1 2  Tyler-Lewis, p. 83
43. ↑  Tyler-Lewis, p. 92
44. ↑  Tyler-Lewis, pp. 104-105
45. ↑  Huxley, pp. 253-256.
46. ↑  Tyler-Lewis, pp. 99-102
47. 1 2  Tyler-Lewis, pp. 128-131
48. ↑  Bickel, p. 80
49. ↑  Bickel, p. 82
50. 1 2  Tyler-Lewis, p. 148
51. ↑  Tyler-Lewis, pp. 158-159
52. ↑  Bickel, p. 127
53. ↑  Tyler-Lewis, p. 163
54. ↑  Tyler-Lewis, p. 171
55. ↑  Bickel, p. 147
56. ↑  Tyler-Lewis, p, 190-192
57. ↑  Tyler-Lewis, p. 193
58. 1 2 3 4  Bickel, p. 208
59. ↑  Riffenburgh, p. 78
60. ↑  Bickel, p. 209
61. ↑  “Trans-Antarctic Expedition 1914-17: SY Aurora and the Ross Sea Party”.   www.south-pole.com. 2008年7月9日閲覧。
62. ↑  Tyler-Lewis, p. 237
63. ↑  Bickel, pp. 231-233
64. ↑  Bickel, p. 237
65. ↑  Tyler-Lewis, p. 249
66. ↑  Tyler-Lewis, pp. 255-256
67. ↑  Fisher, p. 440
68. ↑  This was the first attempt to climb Mount Everest. The expedition included George Mallory.
69. ↑  Tyler-Lewis, p. 258
70. ↑  Tyler-Lewis, pp. 257-258
71. ↑  Published by Duckworth's, London 1929
72. ↑  Tyler-Lewis, p. 263
73. ↑  Bickel, p. 236
74. ↑  Huntford, p. 450
75. ↑  Tyler-Lewis, p. 28
76. ↑  Huntford, p. 234
77. ↑  Tyler-Lewis, p. 49
78. ↑  Quoted by Tyler-Lewis, p. 260
79. ↑  Bickel, p. vii